# Johnsons Crossing
Johnsons Crossing (auch Johnson’s Crossing) ist ein Ort im kanadischen Yukon östlich von Whitehorse mit 10 Einwohnern (2021). Der Ort hatte 2016 noch 15 Einwohner, die in acht Häusern lebten; 2001 waren es noch 20 Einwohner.
Johnsons Crossing liegt am Abzweig der Canol Road vom Alaska Highway, am Teslin unterhalb des Teslin Lakes. Hier überquert eine Brücke den Fluss. 
Das Gebiet um den Teslin Lake zählte zu den wichtigsten Lachsfangstellen im gesamten Yukon neben der Umgebung von Old Crow, Klukshu sowie dem Gebiet am Yukon zwischen Minto und Carmacks.

## Geschichte
Von etwa 1920 bis 1970 unterhielten Taylor and Drury Versorgungsboote auf dem Teslin, deren äußerster Posten Johnsons Crossing war.
Im Ort begann die 1942 bis 1944 errichtete Canol-Pipeline, die nach 230 km Ross River erreichte, nach weiteren 240 km die Grenze des Yukon-Territoriums. Sie diente dazu, Öl von Norman Wells in den Nordwest-Territorien nach Whitehorse zu bringen. Sie wurde von den USA finanziert und gebaut, um im Zweiten Weltkrieg für genügend Antriebsmittel zu sorgen. Zugleich entstand eine Straße, die Canol Road, die heute nicht mehr befahren wird.
Der Ort erhielt seinen Namen nach dem US-Amerikaner und Colonel Frank Johnson von den 93rd Engineers der US-Armee. Er war der leitende Offizier, der für den Bau der Teslin River Bridge, der Brücke über den Teslin verantwortlich war.
1947 errichtete der Däne Robert (Thorbjold) Porsild (1898–1977), eines der vier Kinder des Botanikers Morten Pedersen Porsild und Direktors des Biologischen Instituts von Grönland, die Johnson’s Crossing Lodge. Er war in Grönland aufgewachsen und 1914 zum Studium nach Kopenhagen gegangen, doch war er erkrankt und brachte sein Studium nicht zu Ende. 1926 bis 1933 erhielt er zusammen mit seinem Bruder Alfred (Alf) Erling Porsild von der kanadischen Regierung den Auftrag, für eine Karibuherde ein Gebiet nahe dem Mackenzie-Delta vorzubereiten. Danach ging er als Goldsucher und Fallensteller nach Sixtymile im Yukon, arbeitete am Flugplatz von Snag und betätigte sich als Bootsbauer und Schreiner an der Canol Road, einer für die dortige Ölpipeline zentralen Straße, die der Versorgung mit dem kriegswichtigen Rohstoff diente. Nach dem Krieg betrieb er bis 1965 die besagte Lodge. 1966 bis 1968 arbeitete er für das kanadische Nationalmuseum und erfasste die Wildpflanzen im Yukon.
Heute ist der Ort Ausgangspunkt von Kanufahrten auf dem Fluss.